# German-Inline-Cup 2011
Der German-Inline-Cup 2011 wurde für Frauen und Männer an sechs Stationen ausgetragen. Der Auftakt am 3. April 2011 fand in Berlin und das Finale am 2. Oktober 2011 in Köln statt.

## Frauen

### Wettbewerbe
| GIC           | Ort                          | Sieg                                 | Platz 2                                  | Platz 3                                  |
| ------------- | ---------------------------- | ------------------------------------ | ---------------------------------------- | ---------------------------------------- |
| 3. April      | Berliner Halbmarathon        | Mareike Thum Powerslide Matter World | Sabine Berg Powerslide Matter World      | Katharina Rumpus Powerslide Matter World |
| 1. Mai        | Rhein-Main Skate-Challenge   | Sabine Berg Powerslide Matter World  | Katharina Rumpus Powerslide Matter World | Katja Ulbrich GB Racingteam              |
| 28. Juni      | Mittelrhein Marathon         | Jana Gegner CadoMotus                | Sabine Berg Powerslide Matter World      | Mareike Thum Powerslide Matter World     |
| 21. August    | XRace                        | Sabine Berg Powerslide Matter World  | Jana Gegner CadoMotus                    | Katharina Rumpus Powerslide Matter World |
| 10. September | Arena Geisingen Halbmarathon | Sabine Berg Powerslide Matter World  | Jana Gegner CadoMotus                    | Mareike Thum Powerslide Matter World     |
| 2. Oktober    | Köln Marathon                | Sabine Berg Powerslide Matter World  | Jana Gegner CadoMotus                    | Katharina Rumpus Powerslide Matter World |

### Gesamt-Einzelwertung
| Rang | Name             | Team                    |
| ---- | ---------------- | ----------------------- |
| 1    | Sabine Berg      | Powerslide Matter World |
| 2    | Jana Gegner      | CadoMotus               |
| 3    | Mareike Thum     | Powerslide Matter World |
| 4    | Katharina Rumpus | Powerslide Matter World |
| 5    | Katja Ulbrich    | GB Racingteam           |
| 6    | Flurina Heim     | GB Racingteam           |

### Gesamt-Teamwertung
| Rang | Team                    |
| ---- | ----------------------- |
| 1    | Powerslide Matter World |
| 2    |                         |
| 3    |                         |

## Männer

### Wettbewerbe
| GIC           | Ort                          | Sieg                                  | Platz 2                                | Platz 3                               |
| ------------- | ---------------------------- | ------------------------------------- | -------------------------------------- | ------------------------------------- |
| 3. April      | Berliner Halbmarathon        | Yann Guyader Powerslide Matter World  | Bart Swings CadoMotus                  | Reyon Kay BONT arena geisingen        |
| 1. Mai        | Rhein-Main Skate-Challenge   | Felix Rijhnen Powerslide Matter World | Roger Schneider Swiss Skate Team       | Michael Achermann Swiss Skate Team    |
| 28. Juni      | Mittelrhein Marathon         | Fere Spruyt CadoMotus                 | Ewen Fernandez Powerslide Matter World | Severin Widmer Swiss Skate Team       |
| 21. August    | XRace                        | Felix Rijhnen Powerslide Matter World | Giacomo Cuncu Bussmann Racing Team     | Juan Nayib Tobon BONT arena geisingen |
| 10. September | Arena Geisingen Halbmarathon | Felix Rijhnen Powerslide Matter World | Nicolas Iten Swiss Skate Team          | Severin Widmer Swiss Skate Team       |
| 3. Oktober    | Köln Marathon                | Yann Guyader Powerslide Matter World  | Nicolas Iten Swiss Skate Team          | Juan Nayib Tobon BONT arena geisingen |

### Gesamt-Einzelwertung
| Rang | Name             | Team                    |
| ---- | ---------------- | ----------------------- |
| 1    | Felix Rijhnen    | Powerslide Matter World |
| 2    | Giacomo Cuncu    | Bussmann Racing Team    |
| 3    | Nicolas Iten     | Swiss Skate Team        |
| 4    | Severin Widmer   | Swiss Skate Team        |
| 5    | Juan Nayib Tobon | BONT arena geisingen    |
| 6    | Reyon Kay        | BONT arena geisingen    |

### Gesamt-Teamwertung
| Rang | Team             |
| ---- | ---------------- |
| 1    | Swiss Skate Team |
| 2    |                  |
| 3    |                  |